# Paullinia eliasii
Paullinia eliasii är en kinesträdsväxtart som beskrevs av T.B. Croat. Paullinia eliasii ingår i släktet Paullinia och familjen kinesträdsväxter. Inga underarter finns listade i Catalogue of Life.